# Chiesa di San Sebastiano (Cerreto Laziale)
La chiesa di San Sebastiano è una chiesa di Cerreto Laziale

## Descrizione
La chiesa di San Sebastiano (nominata nel Regesto Sublacense del 1572 fa presumere che la costruzione della chiesa sia terminata prima di questa data) di Cerreto Laziale sorge a prospetto del Monte Ruffo.
Nel 1640 la chiesa molto più bassa dell'attuale, era priva della cantoria, della sacrestia e dei locali annessi; aveva solo due altari: quello maggiore dove era collocata la statua cinquecentesca del Santo in stucco colorato (dello stesso stile e della stessa epoca delle statue di Sant'Anatolia e di Sant'Audace presenti nella chiesetta di Sant'Anatolia a Gerano); e il secondo più piccolo, posto nella parete laterale destra dell'ingresso della chiesa, dedicato a San Carlo Borromeo; quest'ultimo serviva al sacerdote per pararsi nei giorni di festa prima di celebrate la Messa, in quanto la chiesa era priva di sacrestia. Alla fine del '600 l'altare di San Carlo venne rimesso a nuovo e dedicato a San Francesco.
L'attuale altare di San Sebastiano fu consacrato il 22 agosto 1857. Nel 1851 fu messo un piccolo organo nella cantoria. Nel 1856 il Comune eresse l'altare di San Antonio Abate, dirimpetto a quello di San Francesco.
Oggi la chiesa è una grande aula rettangolare di metri 13,30 x 6,50 terminante in una cappella absidata. L'interno è scandito da tre pilastri per lato addossati alla parete che sorreggono tre archi ribassati sui quali poggia il tetto a due spioventi. Due cappelline, una per lato, si aprono lungo le pareti laterali.
La facciata dell'edificio, sormontata da un timpano, è molto semplice. Su di essa si apre la porta principale che ha una incorniciatura cinquecentesca in travertino fiancheggiata a sua volta da due finestrelle con mostre in pietra locale e protette da inferriate.
Sopra il portale, fino ai più recenti rifacimenti, si apriva un oculo, sostituito oggi da un riquadro maiolicato raffigurante la Trinità. Sotto il timpano corre la scritta dedicatoria terminante con la data 1571.
L'interno era tutto dipinto ad affresco fino all'altezza delle mensole delle precedenti capriate e la decorazione consisteva in uno zoccolo in finto marmo modanato su cui poggiavano, ogni 2,60 metri, delle lesene decorate a candelabro, larghe 20 cm che sostenevano a loro volta un architrave di finto marmo, giallo antico. L'interspazio tra le lesene era occupato da 4 figure allineate di santi e sante con sfondi naturali.
Degli affreschi scialbati, durante i vari rifacimenti e visibili sino all'Ottocento, rimangono dei brani nella parete a sinistra, entrando, in cui si notano: Sant'Antonio Abate con campanella, fuoco e maialino; S. Sebastiano, trafitto dalle frecce e legato ad un pilastro di finto marmo; un Santo non identificabile vestito da centurione con spada e due frecce strette nella mano destra, ai cui piedi è inginocchiato un orante di proporzioni minuscole; S. Rocco che mostra la piaga della peste, Santa Lucia con ciuffo di capelli a sinistra, che porta gli occhi su di un piatto. A sinistra dell'altare maggiore altre due tracce di affreschi coperti: due teste aureolate di Santi.
Le pitture (XVI secolo) con reminiscenze di sapore ancora quattrocentesco, sono dello stesso autore di quelle situate nell'atrio di Santa Scolastica a Subiaco.